# Cuvioasa Pelaghia
Cuvioasa Pelaghia, menționată uneori ca Pelaghia din Antiohia, Pelaghia Penitenta și Pelaghia Desfrânata, (în greacă: Πελαγία) a fost o pustnică și sfântă creștină din secolul al IV-lea sau al V-lea. Prăznuirea ei are loc în ziua de 8 octombrie și a fost sărbătorită inițial în comun cu Sfintele Pelaghia Fecioara și Pelaghia din Tars. Pelaghia a murit ca urmare a unei asceze severe, care o făcuse să slăbească atât de mult încât nu mai putea fi recunoscută. Potrivit tradiției ortodoxe, ea a fost îngropată în chilia ei. După descoperirea faptului că renumitul pustnic fusese femeie, călugării asceți au încercat să păstreze secretul, dar bârfa s-a răspândit și moaștele ei i-au atras pe pelerini care veneau de la Ierihon și de pe valea Iordanului.

## Legendă
Povestea Pelaghiei este atribuită lui Iacob (în latină Jacobus), diacon al bisericii din Heliopolis (orașul modern Baalbek). El afirmă că Margareta era „principala actriță” și o curtezană cunoscută a Antiohiei. Ea ar fi trăit prin secolul al V-lea. În timpul unui sinod bisericesc care avea loc în oraș, atunci când episcopul Nonnus ținea o cuvântare în fața unei biserici, actrița a trecut prin preajmă călare pe un măgar și înconjurată de alaiul ei de admiratori și de o „mulțime mondenă”. Parfumată și „cu capul gol într-un mod indecent”, actrița Margareta avea contururile corpului „clar vizibile” sub pânza cu fire de aur, perle și pietre prețioase, care se întindea de la umerii goi până la picioarele ei. Înfățișarea ei era atât de provocatoare, încât majoritatea clericilor și-au întors privirea de la acest alai al desfrânării, dar episcopul Nonnus s-a uitat direct către el și a mărturisit că este „încântat”. Batjocorindu-și semenii, el a lăudat râvna Margaretei pentru îngrijirea trupului ei și a deplâns lipsa de râvnă a credincioșilor creștini pentru îngrijirea sufletelor lor.
Cuprinsă de remușcări la auzul cuvintelor episcopului, Margareta a apărut la slujba religioasă din duminica următoare, iar predica lui Nonnus despre iad și despre bunătatea raiului a determinat-o să se pocăiască. Ea a trimis doi sclavi să-l conducă pe Nonnus la casa ei și apoi i-a scris un mesaj pe tăblițe de ceară, mărturisind că este o „păcătoasă” și o „slujitoare a diavolului”, dar spunând că dorește să obțină mila lui Dumnezeu, care „a coborât pe pământ nu pentru a-i răsplăti pe cei neprihăniți, ci pentru mântuirea păcătoșilor”. Nonnus a răspuns la acest mesaj anonim că Dumnezeu o cunoștea pe ea și trecutul ei și că o va primi, dar numai în prezența celorlalți episcopi.
Margareta a mers la Bazilica Sfântului Iulian ca să-i vadă; când Nonnus i-a cerut să făgăduiască public că nu se va întoarce la viața ei anterioară, ea a căzut la pământ și a amenințat că, dacă nu va fi primită în Biserică, toate păcatele ei viitoare îi vor fi reproșate lui la Judecata de Apoi. Arhiepiscopul a fost informat și a trimis-o pe diaconeasa Romana să o îmbrace în veșminte de botez. Nonnus a primit mărturisirea ei de credință și a botezat-o pe „Margareta” ca Pelaghia, numele ei de la naștere, iar Romana a servit ca nașă.
Diavolul a sosit la scurt timp și a început să se tânguiască, dar a fost alungat atunci când Pelaghia a făcut semnul crucii și a suflat asupra lui. El s-a întors în noaptea următoare pentru a se tângui din nou și a fost alungat în același mod. În a treia zi, Pelagia a cerut funcționarului imperial să facă un inventar al bunurilor ei. Ea a predat toate bunurile sale episcopului Nonnus, care le-a distribuit văduvelor, orfanilor și săracilor orașului, apoi i-a eliberat toți sclavii, bărbați și femei, „scoțând cu mâinile ei brățările lor de aur”. Pelaghia a început de atunci să locuiască alături de Romana.
În ultima noapte când mai trebuia să poarte veșmântul de botez, ea a ieșit pe ascuns din cetate, îmbrăcată în una dintre tunicile (chitoane) lui Nonnus. S-a îndreptat spre Ierusalim, unde a îmbrăcat o haină aspră din păr de animale și a zidit o chilie pe Muntele Măslinilor. A locuit acolo timp de trei sau patru ani, deghizându-se ca un eunuc pustnic cu numele de Pelaghie. Ea a murit apoi în urma unei asceze severe, care o făcuse să slăbească atât de mult încât nu mai putea fi recunoscută. Conform tradiției ortodoxe, Pelaghia a fost îngropată în chilia ei. Constatând că renumitul pustnic fusese femeie, călugării asceți au încercat să păstreze secretul, dar bârfa s-a răspândit și moaștele ei i-au atras pe pelerinii care veneau de la Ierihon și de pe valea Iordanului.
Povestea Pelaghiei a fost relatată în Menaea Graeca. Ea omite în mod semnificativ datele și (în opt ocazii) numele arhiepiscopului care-i era superior canonic episcopului Nonnus.

## Aspecte istorice
Persoana istorică Sfânta Pelaghia, menționată de episcopul Ambrozie al Mediolanului și în două predici ale arhiepiscopului Ioan Gură de Aur, a fost o fecioară antiohiană care a fost martirizată în urma refuzului ei de a oferi sacrificii păgâne în timpul Persecuțiilor lui Dioclețian. Predica din jurul anului 390 a arhiepiscopului Ioan Gură de Aur menționează, de asemenea, o actriță și prostituată anonimă (dar aparent faimoasă) „dintr-un oraș rău din Phoenice” (posibil Heliopolis) care l-a sedus pe „fratele împărătesei”, dar s-a convertit „în zilele noastre”. Soția împăratului Constanțiu al II-lea, Eusebia, a avut doi frați: Eusebius și Hypatius, care au fost consuli în anul 359 și au locuit amândoi timp de mulți ani în Antiohia. Potrivit relatării lui, au fost făcute mai multe încercări de a o atrage pe actriță la viața ei de odinioară de către prefectul roman și unii dintre oștenii săi, rol îndeplinit de Satana în relatările hagiografice.

## Interpretare feministă
Activista new-york-eză Deborah Weinbaum a scris: „(...) Hagiografia creștină tradițională nu explică realmente de ce Pelagia a fugit noaptea, a mers până la Ierusalim și s-a stabilit acolo pretinzând că este un pustnic. Adevărat, ea a ales să adopte o viață creștină pioasă, dar de ce să nu o facă în orașul ei natal? Din perspectiva noastră, putem oferi o explicație plauzibilă. În Imperiul Roman târziu, la fel ca în multe societăți istorice, cariera de curtezană bogată - așa cum a fost Pelaghia în viața ei anterioară - era una dintre puținele căi prin care o femeie putea fi relativ liberă de dominația masculină. Adică, ea era deschisă câtorva femei excepționale, care erau foarte inteligente și capabile și, în plus, foarte norocoase - așa cum majoritatea prostituatelor nu erau - și era deschisă atât timp cât aveau un aspect fizic plăcut. Dacă ar fi ales să înceapă o viață creștină pioasă chiar acolo în Heliopolis, ea ar fi fost cu siguranță sub tutela completă a episcopului Nonnus. El era probabil un bărbat cumsecade, dar chiar și așa ar fi fost paternalist și dominator, iar ea s-ar fi aflat sub dominația lui în tot restul vieții. Ar fi plătit astfel un preț prea mare pentru mântuirea sufletului ei! Păcătoasă sau sfântă, Margareta/Pelaghia era hotărâtă să fie o femeie pe cont propriu, indiferent de cost. (...) Nu trebuie să fii deloc creștin sau o persoană credincioasă pentru a recunoaște că tradiția creștină ne-a păstrat memoria unei femei puternice și extrem de independente. Dincolo de prăpastia ce separă secolele și de diferențele culturale, femeile moderne îi pot aduce un omagiu Sfintei Pelaghia.”.

## Alte povești asemănătoare
Sfânta Marina, echivalenta latină a „Pelagiei”, a fost o mireasă care s-a deghizat în călugăr pentru a scăpa de o căsătorie nedorită. Unele aspecte ale poveștilor lor au fost combinate aparent în relatările apocrife despre Maria Magdalena, precum și în relatările biblice despre Solomon și regina din Saba și despre Isus și diferite femei din Noul Testament.